# 鹿蒜村
鹿蒜村（かひるむら）は福井県南条郡にあった村。現在の南越前町の中部、北陸本線南今庄駅・今庄駅の西方一帯にあたる。

## 地理
- 山岳 ： 藤倉山、鍋倉山

## 歴史
- 1889年（明治22年）4月1日 - 町村制の施行により、帰村、新道村、大桐村、山中村及び二ツ屋村の区域をもって、鹿蒜村が発足する。
- 1951年（昭和26年）4月1日 - 今庄村に編入する。

## 交通

### 鉄道路線
- 日本国有鉄道
  - 北陸本線
    - （山中信号場） - 大桐駅

大桐駅は北陸トンネルの開通に伴い廃止された。現在は旧村域に南今庄駅が所在するが、当時は未開通。

### 道路
現在は旧村域を北陸自動車道が通過するが、当時は未開通。